# جون فوكس (لاعب كرة قاعدة)
جون فوكس (بالإنجليزية: John Fox)‏ هو لاعب كرة قاعدة أمريكي، ولد في 7 فبراير 1859 في Roxbury, Boston ‏ في الولايات المتحدة، وتوفي في 18 أبريل 1893 في بوسطن في الولايات المتحدة.

## وصلات خارجية
- جون فوكس على موقع دوري كرة القاعدة الرئيسي (الإنجليزية)
- جون فوكس على موقعبيزبول رفرنس.كوم (الدوري الرئيسي) (الإنجليزية)
- جون فوكس على موقعبيزبول رفرنس.كوم (الدوري الثانوي) (الإنجليزية)